# Стерлитамакская область
Стерлитама́кская область (баш. Стәрлетамаҡ өлкәһе) — административно-территориальная единица РСФСР, существовавшая в 1952—1953 годах в составе Башкирской АССР.
Центр — город Стерлитамак. Первым секретарем Стерлитамакского обкома ВКП(б) был П. И. Каменев. Первая областная
конференция состоялась 6 сентября 1952 года. Стерлитамакский обком КПСС ликвидирован постановлением бюро обкома КПСС от 28 апреля 1953 года в связи с упразднением областей в составе Башкирской АССР.

## История
Стерлитамакская область (наряду с Уфимской) была образована указом Президиума Верховного Совета СССР от 29 мая 1952 года в ходе эксперимента по введению областного деления внутри крупных АССР.

## Административное деление

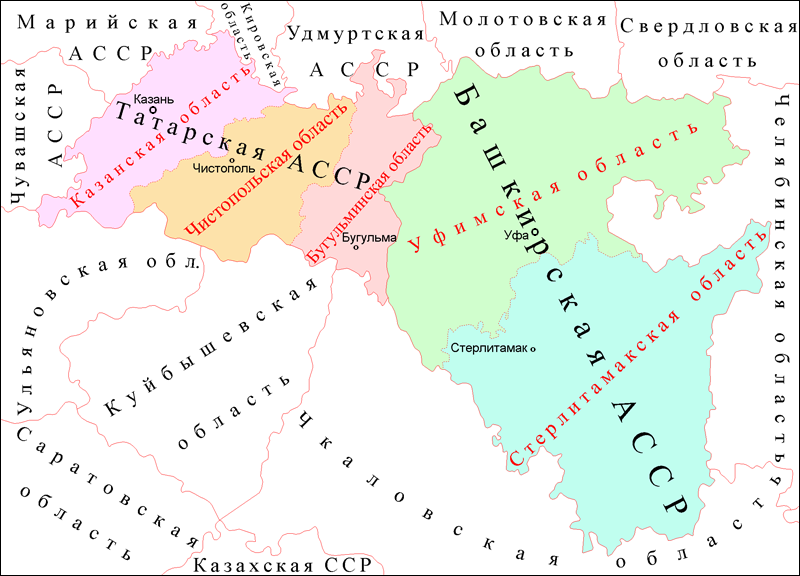
Области Татарской и Башкирской АССР в 1953 году

Располагалась в южной части Башкирии.
В состав области были включены:
- 3 города областного подчинения — Стерлитамак, Ишимбай, Белорецк и 1 город районного подчинения Баймак[1].
- 25 сельских районов — Абзановский, Абзелиловский, Архангельский, Аургазинский, Баймакский, Белорецкий, Бузовьязовский, Бурзянский, Воскресенский, Гафурийский, Зианчуринский, Зилаирский, Кармаскалинский, Кугарчинский, Куюргазинский, Макаровский, Матраевский, Мелеузовский, Миякинский, Стерлибашевский, Стерлитамакский, Учалинский, Фёдоровский, Хайбуллинский, Юмагузинский районы.

Год спустя эксперимент был признан неудачным и область упразднили указом Президиума Верховного Совета СССР от 30 апреля 1953 года.